# فيديو توستر (محمصة الفيديو)
محمصة الفيديو هي مجموعة متكاملة من الأجهزة والبرمجيات المستخدمة في تحرير وإنتاج الفيديو عالي الجودة بمعايير NTSC ذات الدقة المعيارية، تعمل بطاقة التوسعة المضمنة في البداية مع جهاز الكمبيوتر Amiga 2000 وتوفر عددًا من موصلات BNC على الحافة الخلفية المكشوفة التي توفر اتصالًا بمصادر الفيديو التناظرية الشائعة مثل أجهزة تسجيل VHS، تقدم الأدوات البرمجية المرتبطة دعمًا لتبديل الفيديو وتأثيرات المفتاح اللوني وإنشاء الشخصيات والرسوم المتحركة وتلاعب الصور.
تتوفر جميع الأجهزة والبرمجيات بتكلفة تتراوح بين عدة آلاف من الدولارات الأمريكية وهي مجموعة تحرير الفيديو تنافس بجودتها أنظمة الاحترافية المعاصرة المكلفة بعشرة أضعاف. سمحت للمداوين الصغيرة بإنتاج مواد عالية الجودة وأدت إلى ظهور صناعة صغيرة لإنتاج الفيديو تشبه نجاح نظام ماكنتوش في سوق النشر المكتبي قبل بضع سنوات فقط، فازت الـ "فيديو توستر" بجائزة إيمي للإنجاز التقني في عام 1993 وتم تطوير أجزاء أخرى من الحزمة الأصلية كمنتجات مستقلة وبارزة منها LightWave 3D التي حققت نجاحًا بمفردها.
مع تراجع حصة السوق لمنصة الأميغا وإعلان شركة كومودور الدولية إفلاسها في عام 1994 نتيجة لتراجع المبيعات، تم نقل الـ "فيديو توستر" إلى منصة مايكروسوفت ويندوز حيث لا يزال متاحًا حتى الآن، تقوم الشركة أيضًا بإنتاج نسخة محمولة ومعبأة مسبقًا من الـ "فيديو توستر" بالإضافة إلى جميع الأجهزة الكمبيوترية اللازمة وتُعرف بـ "ترايكاستر"، تحوّلت هذه الوحدات إلى أجهزة رقمية كاملة في عام 2014 وأدى ذلك إلى إنهاء إنتاج سلسلة الـ "فيديو توستر" التناظرية.

## أنظمة الجيل الأول
صمم الـ "فيديو توستر" بواسطة مؤسس نيوتيك وتيم جينيسون في توبيكا في كانساس، بنى المهندس براد كارفي النموذج الأولي بتقنية الـ "wire wrap" وكتب ستيف كيل البرمجيات الخاصة بالنموذج الأولي، عمل العديد من الأشخاص الآخرين على تطوير الـ "توستر".
تم الإعلان عن الـ "توستر" في معرض "عالم كومودور" في عام 1987 وتم إصداره كمنتج تجاري في ديسمبر 1990 لنظام الكمبيوتر Commodore Amiga 2000، استفاد النظام من ميزات الأجهزة المتعلقة بالفيديو لتوفير المنتج بتكلفة غير معتادة منخفضة قدرها 2399 دولار، كانت أجهزة الـ "أميغا" مناسبة تمامًا لهذا التطبيق حيث كان تردد ساعة النظام بمقدار 7.158 ميجاهرتز تقريبًا ضعف تردد حامل الألوان NTSC البالغ 3.579 ميجاهرتز، مما يسمح بمزامنة بسيطة لإشارة الفيديو. يتم تثبيت الجزء الأجهزة بشكل كامل كبطاقة في الفتحة الفريدة لتوسعة الفيديو الواحدة في جهاز Amiga 2000 وليس في فتحات الحافلة القياسية وبالتالي لا يمكن استخدامها مع نماذج A500 أو A1000. تحتوي البطاقة على العديد من موصلات BNC في الخلف؛ حيث تستقبل أربعة مصادر إدخال فيديو وتوفر مخرجين (معاينة وبرنامج)، يُعد هذا النظام من الجيل الأول في الأساس مبدل فيديو قنوات فورية في الوقت الحقيقي.
توجد ميزة واحدة في الـ "فيديو توستر" هي تضمين برنامج LightWave 3D وهو برنامج لنمذجة وإنشاء رسومات ثلاثية الأبعاد والتحريك، أصبح هذا البرنامج شهيرًا بمفرده لدرجة أنه في عام 1994 أصبح متاحًا كمنتج مستقل عن أنظمة الـ "توستر".
بالإضافة إلى الانتقالات البسيطة والقص فإن "فيديو توستر" يتمتع بمجموعة واسعة من إنشاء الشخصيات والتراكيب وتأثيرات التحول المعقدة المتحركة، يتم تنفيذ هذه التأثيرات إلى حد كبير بمساعدة رقاقة الرسومات الأصلية لجهاز الأميغا التي يتم مزامنتها مع إشارات الفيديو NTSC. نتيجة لذلك، أثناء تقديم الـ "توستر" لتحريك التبديل لا يكون عرض سطح المكتب الحاسوبي مرئيًا، على الرغم من أن هذه التأثيرات فريدة ومبتكرة إلا أنها لا يمكن تعديلها، سرعان ما انتشرت تأثيرات الـ "توستر" في كل مكان معلنة عن الجهاز كعلامة تجارية لشركات الإنتاج الخاصة تلك.
تتطلب أجهزة الـ "توستر" إشارات مدخل ثابتة جدًا وبالتالي يتم استخدامها في كثير من الأحيان مع معدل توقيت مستقر منفصل لمزامنة مصادر الفيديو. ظهرت بسرعة معايير الزمن الأساسي المنخفضة التكلفة من الطرف الثالث التي صممت خصيصًا للعمل مع الـ "توستر" وكان معظمها مصممًا على هيئة بطاقات الحافلة القياسية ISA التي تستغل عادة فتحات البطاقات غير المستخدمة، لا تستخدم هذه البطاقات Bridgeboard للتواصل بل ببساطة كمصدر طاقة وموقع ملائم.
مثل جميع محولات الفيديو التي تستخدم ذاكرة الإطار لإنشاء تأثيرات الفيديو الرقمية يتسبب مسار الفيديو عبر أجهزة الـ "توستر" في تأخير الإشارات عندما تكون الإشارة في وضع "رقمي". اعتمادًا على إعداد الفيديو للمستخدم يمكن أن يكون هذا التأخير ملحوظًا جدًا عندما يتم مشاهدته مع الصوت المقابل؛ لذا قام بعض المستخدمين بتثبيت دوائر تأخير الصوت لمطابقة تأخير الفيديو في الـ "توستر" كما أنها ممارسة شائعة في استوديوهات تبديل الفيديو.
لا يزال المستخدم بحاجة على الأقل إلى ثلاثة مسجلات فيديو (VTR) وجهاز تحكم لأداء التحرير الخطي بتقنية A/B Roll؛ حيث تعمل المحمصة ببساطة كمفاتيح تبديل يمكن تفعيلها عن طريق إشارات المدخل/المخرج العامة (GPIO) للتبديل في التوقيت المحدد في هذا التكوين، لا تمتلك المحمصة قدرات للتحكم في عملية التحرير. يتسبب تأخير الإطارات الناجم عن المحمصة ومفاتيح التبديل الفيديو ذات التكلفة المنخفضة الأخرى في جعل التحرير الدقيق عملية محبطة. تتوفر بطاقات داخلية وبرامج من مصنعين آخرين للتحكم في مسجلات الفيديو وتعتمد الأنظمة الشائعة بشكل كبير على منفذ السلسلة لتوفير التحكم في إطار واحد لمسجل الفيديو كجهاز لالتقاط رسوم متحركة LightWave، تمت إضافة منتج نظام التحرير غير الخطي (NLE) لاحقًا مع اختراع Video Toaster Flyer.
على الرغم من أن المحمصة الفيديوية تم عرضها في البداية كإضافة فقط لجهاز الأميغا إلا أنها أصبحت سريعًا متاحة كنظام كامل يشمل المحمصة والأميغا ومولد المزامنة، أصبحت هذه الأنظمة المحمصة شائعة جدًا بشكل أساسي لأنها تستطيع أن تقوم بالكثير مما يمكن أن يقوم به مفاتيح تبديل الفيديو المهنية الكاملة التكلفة (مثل مفاتيح شركة Grass Valle) بتكلفة تقدر بحوالي 5000 دولار أمريكي في ذلك الوقت، كما كانت المحمصة أول جهاز فيديو من نوعه مصمم حول حاسوب شخصي عام قادر على توفير إشارات بجودة بث NTSC.
استخدمت المحمصة خلال أوائل التسعينات بشكل واسع من قِبَل أصحاب أجهزة الأميغا الاستهلاكية وهواة الفيديو على أجهزة سطح المكتب وحتى في استوديوهات التلفزيون المحلية، كانت تُستخدم بانتظام حتى في برنامج "ذا تونايت شو" لإنتاج تأثيرات خاصة للمشاهد الكوميدية، من السهل في كثير من الأحيان التعرف على الاستوديوهات التي تستخدم المحمصة من خلال التأثيرات الفريدة والمميزة للتبديل، كما استخدمت شبكة التلفزيون NBC المحمصة الفيديوية مع LightWave في حملاتها الترويجية بدءًا من موسم البث لعام 1990-1991 ("NBC: المكان المناسب للكون!")، تم إنشاء جميع مشاهد الغواصات الخارجية في مسلسل التلفزيون seaQuest DSV باستخدام LightWave 3D، كذلك مشاهد الفضاء الخارجية في مسلسل التلفزيون Babylon 5 (على الرغم من أن أجهزة الأميغا تم استخدامها فقط في المواسم الثلاثة الأولى) بسبب الاستخدام الكثيف للألوان الزرقاء والخضراء الداكنة (التي يكون النظام التلفزيوني NTSC ضعيفًا في استعراضها)، لم تكن مشاهد الغواصات الخارجية في seaQuest DSV يمكن بثها بدون استخدام برنامج تشغيل ASDG Abekas الذي تم تطويره خصيصًا لحل هذه المشكلة من قبل آرون أفيري في ASDG (المعروفة لاحقًا باسم Elastic Reality, Inc.).
تم إصدار نسخة محدثة تسمى Video Toaster 4000 لاحقًا التي استخدمت فتحة الفيديو في جهاز الأميغا 4000، تم تطوير النسخة 4000 بالتعاون مع الممثل ويل ويتون الذي عمل على اختبار ومراقبة جودة المنتج  واستخدم لاحقًا شهرته العامة للعمل كداعية تكنولوجي للمنتج، تم إصدار شفرة المصدر لجهاز Video Toaster 4000 للأميغا في عام 2004 من قبل NewTek & DiscreetFX.

## محمصة الفيديو "فلاير"
قدمت شركة نيوتيك محمصة الفيديو "فلاير"في الجيل الثاني، تعتبر الفلاير نظام تحرير غير خطي أكثر كفاءة، بالإضافة إلى معالجة إشارات الفيديو المباشرة، تستخدم الفلاير أقراص صلبة لتخزين مقاطع الفيديو والصوت مما يتيح تشغيلها بطريقة معقدة ومبرمجة، تتمتع الفلاير بقدرة التشغيل المتزامن ذو القناتين الذي يسمح لمفتاح الفيديو في التوستر بتنفيذ التحولات والتأثيرات الأخرى على مقاطع الفيديو بدون الحاجة إلى عملية التجميع.
مكون الأجهزة هو بطاقة مصممة لفتحة الامتداد Zorro II في جهاز الأميغا وتم تصميمها بشكل أساسي من قبل تشارلز ستينكوهلر، يُعتبر الجزء الخاص بالفلاير في تركيبة محمصة الفيديو/فلاير حاسوبًا كاملاً بذاته؛ حيث يحتوي على معالجة خاصة وبرمجيات مضمنة التي تمت كتابتها بواسطة مارتي فليكينجر، يشمل الجهاز ثلاثة وحدات تحكم SCSI مضمنة ويتم استخدام وحدتي التحكم هذين لتخزين بيانات الفيديو والثالثة لتخزين الصوت، بالتالي يتم توصيل الأقراص الصلبة مباشرة بالفلاير ويتم استخدام تنسيق نظام الملفات الخاص بها بدلاً من توصيلها بباصات الأميغا، يمكن استخدامها كأجهزة عادية باستخدام برنامج التشغيل DOS المرفق، تستخدم الفلاير خوارزمية ضغط موجة مميزة خاصة تعرف باسم VTASC التي كانت مرموقة في ذلك الوقت لتوفير جودة بصرية أفضل من أنظمة التحرير غير الخطية الأخرى المعتمدة على حركة JPEG.
إحدى استخدامات البطاقة الأساسية هو تشغيل الرسوم المتحركة ثلاثية الأبعاد باستخدام برنامج LightWave المنشأ في الجهاز.

## محمصة الفيديو "سكريمر"
أعلنت شركة نيوتيك عن محمصة الفيديو سكريمر في 1993 وهي إضافة موازية للمحمصة تم بناؤها بواسطة شركة DeskStation Technology، تحتوي على أربع لوحات وكل منها يحتوي على معالج MIPS R4400 يعمل بسرعة 150 ميغاهرتز وذاكرة وصول عشوائي بسعة 64 ميغابايت، سرعت سكريمر عملية إنشاء الرسوم المتحركة التي تم تطويرها باستخدام برنامج Lightwave 3D المضمن في المحمصة ويُقال أنها تعد أقوى بنسبة 40 مرة من محمصة 4000، تم إنتاج عدد قليل جدًا من وحدات الاختبار قبل أن تتخلى نيوتيك عن المشروع وتركز جهودها على الفلاير، هذا ما ساعد في فتح الباب لشركة DeskStation Technology لإصدار نسختها الخاصة المُخفضة وهي الرابتور.

## الأجيال اللاحقة
تعمل الأجيال اللاحقة من المنتج على أجهزة الكمبيوتر التي تعمل بنظام Windows NT. في عام 2004، تم إصدار الشفرة المصدرية للنسخة الخاصة بنظام التشغيل أميغا بشكل عام واستضافتها على موقع DiscreetFX الخاص بـ Open Video Toaster. مع إضافة حزم مثل حزمة Millennium من DiscreetFX وآلاف المؤثرات والخلفيات التي تمت إضافتها على مر السنين، يمكن للمرء أن يجد نظام Video Toaster ولا يزال يستخدم حتى اليوم في أنظمة احترافية بالكامل، قامت NewTek بتغيير اسم VideoToaster إلى "VideoToaster[2]"، وفي وقت لاحق إلى "VT[3]" لنسخة الكمبيوتر الشخصي والآن هي في الإصدارة 5.3. منذ الإصدارة VT[4] الإصدارة 4.6، يتم دعم التبديل SDI من خلال إضافة تسمى SX-SDI.
أصدرت NewTek منتجًا فرعيًا يُعرف باسم TriCaster وهو نظام محمول للإنتاج المباشر والعرض المباشر والبث المباشر ونظام NLE، يجمع TriCaster نظام VT كحل جاهز في حافظة محمولة مصممة خصيصًا مع مداخل ومخارج فيديو وصوت وجهاز كمبيوتر عن بُعد في الأمام والخلف من الحافظة، اعتبارًا من أبريل 2008 يتم إنتاج أربع نسخ: TriCaster 2.0 الأساسي TriCaster PRO 2.0، TriCaster STUDIO 2.0 وTriCaster BROADCAST الجديد، يضيف الأخير توصيل SDI وAES-EBU بالإضافة إلى إمكانية إخراج المعاينة، تم إطلاق TriCasterPRO FX وهو نموذج يوجد بين TriCaster PRO الأصلي وTriCaster STUDIO، في أوائل عام 2008 وقد تم إيقافه الآن، تم إضافة مجموعة ميزاته إلى TriCaster PRO 2.0 الجديد وتستخدم TriCaster STUDIO 2.0 وTriCaster BROADCAST حافظات أكبر تدريجيًا من نموذج TriCaster 2.0 الأساسي، يمكن للوحدات ضمن سلسلة المنتجات التي تتجاوز نموذج TriCaster 2.0 الأساسي استخدام تقنية LiveSet 3D Live Virtual Set المطورة من قِبَل NewTek التي تحل محل عشرات الآلاف من الدولارات الأمريكية من معدات مجموعة افتراضية ثلاثية الأبعاد تقليدية وتوجد أيضًا في مجموعة إنتاج NewTek المتكاملة VT[5] وهي خلفية Video Toaster الأصلية في العصر الحديث.
في أواخر عام 2009 أصدرت NewTek نسختها عالية الدقة من TriCaster التي تسمى TriCaster XD300 وهو نظام ذو دخل ثلاثة أجهزة عالية الدقة يمكنه قبول مجموعة متنوعة من التنسيقات (NTSC، 720p، أو 1080i؛ وعلى أنظمة متعددة الأنظمة، PAL) التي يمكن مزجها للحصول على مفاتيح تدفقية. يتميز XD300 أيضًا بخمسة مداخل افتراضية بنمط M/E مما يسمح بوجود ثلاث مصادر فيديو في مصدر واحد، ويمكن الوصول إليها مثل أي مدخل آخر على جهاز التبديل.
أعلنت NewTek عن نموذجها TCXD850 في معرض NAB Show 2010 وهو جهاز تبديل بثمانية مداخل يمكن تركيبه في حامل رف مع 22 قناة تم إصداره في 15 يوليو 2010.

## نهاية الفيديو توستر
بحلول عام 2009 بدأ تجاهل الفيديو توستر من NewTek في فترتهم التحضيرية للانتقال إلى أنظمة عالية الدقة، في ديسمبر 2010 تم الإعلان عن إيقاف VT[5] مما يشكل نهاية الفيديو توستر كمنتج مستقل، لا تزال أنظمة TriCaster المستندة إلى منصة VT موجودة حتى أغسطس 2012 ولكن عندما  تم استبدال TriCaster STUDIO بـ TriCaster 40 فقد اُعتبر رسميًا نهاية الفيديو توستر .